# Алія (Казахстан)
Алія́ (каз. Әлия) — село у складі Хобдинського району Актюбінської області Казахстану. Адміністративний центр Булацького сільського округу.
У радянські часи село називалося Алписпай.
Населення — 1011 осіб (2021; 1001 у 2009, 1103 у 1999, 1123 у 1989).